# ハルムスタッド

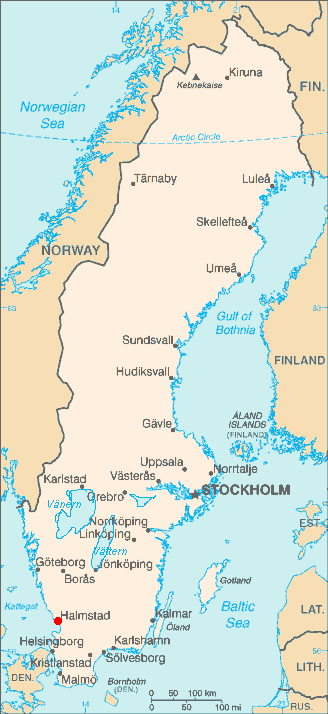
ハルムスタッドの位置

ハルムスタッド(Halmstad [ˈhǎlmsta(d)] ( 音声ファイル))はスウェーデン南西部の都市。ハッランド県の県庁所在地であり、人口は約7万人。ニッサン川の河口に位置し、カテガット海峡に面する。

## 歴史
1307年に町としての勅許を得ている。それ以前の町の中心は、現在のものよりもニッサン川の上流方向にあり、兵舎と教会があった。1320年頃に現在の位置に移動してきている。カルマル同盟の後、16世紀から17世紀頃は都市の領有を巡って、デンマークとスウェーデンの間で争いが行われた。

## 著名な出身者
- バルブロ・エリクソン - オペラ歌手
- マイケル・アモット - ヘヴィメタル・ミュージシャン（ギタリスト）。アーチ・エネミー、スピリチュアル・ベガーズ、カーカス等で活動。ロンドン生まれ。
- クリストファー・アモット - ヘヴィメタル・ミュージシャン（ギタリスト）。マイケルの実弟。アーチ・エネミー等で活動。
- ベースハンター - ディスクジョッキー